# Tethina tschirnhausi
Tethina tschirnhausi är en tvåvingeart som beskrevs av Lorenzo Munari 1999. Tethina tschirnhausi ingår i släktet Tethina och familjen Canacidae. Inga underarter finns listade i Catalogue of Life.